# 데릭 포터
데릭 포터(영어: Derek Porter, 1967년 11월 2일~)는 캐나다의 전직 조정 선수이다. 1992년 하계 올림픽에서 남자 조정 에이트 부문 금메달을 획득했고 1996년 하계 올림픽에서 남자 조정 싱글 스컬 은메달을 획득했다. 또한 세계 선수권 대회에서 금메달 1개, 은메달 2개, 동메달 1개를 획득했고 팬아메리칸 게임에서 금메달 1개를 획득했다.